# Katja Maria Vogt
Katja Maria Vogt (* 1968) ist eine deutsche Philosophin.

## Leben
Vogt studierte Philosophie, Psychologie und Biologie an der Hochschule für Philosophie und der Ludwig-Maximilians-Universität in München und schloss ihr Studium 1992 an der Hochschule für Philosophie mit dem M.A. ab. Nach der Promotion zum Dr. phil. mit einer Dissertation über Skepsis und Lebenspraxis an der Hochschule für Philosophie 1996 war sie von 1998 bis 2000 Postdoc an der Georg-August-Universität Göttingen und von 2000 bis 2002 wissenschaftliche Mitarbeiterin an der Humboldt-Universität zu Berlin. Seither lehrt sie Philosophie an der Columbia University (seit 2009 Professor, 2006–2009 Associate Professor, 2002–2006 Assistant Professor).
Ihre Forschungsinteressen sind antike Philosophie (Platon, pyrrhonische Skepsis, Skeptizismus, Stoa, Diogenes Laertius) und Ethik.

## Schriften (Auswahl)
- (Hrsg. mit Justin Vlasits): Epistemology after Sextus Empiricus. Oxford University Press, New York 2020.
- Desiring the Good: Ancient Proposals and Contemporary Theory. Oxford University Press, Oxford 2017.
- (Hrsg.): Pyrrhonian skepticism in Diogenes Laertius. Introduction, text, translation, commentary and interpretative essays. (SAPERE, Band 25). Tübingen 2015, ISBN 978-3-16-153336-5.
- Belief and truth. A skeptic reading of Plato. Oxford 2012, ISBN 0-19-991681-0.
- Ancient Skepticism. In: Edward N. Zalta (Hrsg.): Stanford Encyclopedia of Philosophy, 2010, substantive revision 2022.
- Law, reason, and the cosmic city. Political philosophy in the early Stoa. Oxford 2008, ISBN 0-19-532009-3.
- Seneca. In: Edward N. Zalta (Hrsg.): Stanford Encyclopedia of Philosophy, 2007, substantive revision 2024.
- Skepsis und Lebenspraxis. Das pyrrhonische Leben ohne Meinungen. Alber Verlag, Freiburg im Breisgau 1998; um ein Kapitel erweitertes Paperback 2015, ISBN 3-495-48730-1.